# الهيئة العليا للحج والعمرة
الهيئة العليا للحج والعمرة دائرة حكومية عراقية مهمتها إدارة شؤون الحجاج والمعتمرين من جمهورية العراق ونقلهم إلى المشاعر المقدسة للحج والعُمرة في مكة المكرمة في المملكة العربية السعودية، ثم في 6 أيلول سنة 2023 أضيف للهيئة مهام إدارة الزيارات المليونية الشيعية بالعراق، تُعدّ رئاسة الهيئة العليا للحج منصباً دينياً رفيعاً، ومن يرأسها له درجة وزير. ومن الشيعة. رئيسها الحالي سامي المسعودي.

## تأسيس الهيئة
بناءً على ما أقرته الجمعية الوطنية العراقية طبقاً للمادة الثالثة والثلاثين الفقرتين ( أ- ب) من قانون إدارة الدولة المرحلة الانتقالية واستنادا إلى إحكام المادة السابعة والثلاثين من قانون إدارة الدولة. قرر مجلس الرئاسة بجلسته المنعقدة بتاريخ 2005/12/26 إصدار القانون رقم (23) لسنة 2005، قانون الهيئة العليا للحج والعمرة:
- المادة -1-:تؤسس هيئة تسمى ( الهيئة العليا للحج والعمرة ) ترتبط برئيس مجلس الوزراء تتمتع بالشخصية المعنوية ويمثلها رئيس الهيئة العليا للحج والعمرة أو من يخوله
- المادة -2-
  - أولاً - يدير الهيئة مجلس يتألف مما يأتي :-

أ. رئيس الهيئة رئيساً
ب.المدراء العامين لدوائر الهيئة أعضاء
ج. مدير عام عن الوقف الشيعي عضواً
د. مدير عام عن الوقف السني عضواً
هـ. مدير عام عن وزارة اوقاف اقليم كردستان عضواً
ثانياً- تحدد مواعيد الاجتماع لمجلس إدارة الهيئة ونصاب انعقاده وكيفية اتخاذ قراراته وتوصياته فيه وسير العمل فيه بتعليمات يصدرها رئيس الهيئة بعد مصادقة رئيس الوزراء.
ثالثاً - ينتخب مجلس إدارة في أول اجتماع له من بين أعضائه نائب للرئيس ويحل محل رئيس الهيئة عند غيابه.

## فروع الهيئة
| اسم المكتب                   | العنوان                                                              |
| ---------------------------- | -------------------------------------------------------------------- |
| مكتب بغداد الأول             | الكاظمية – شارع المحيط مقابل دار الرحمة للمسنين                      |
| مكتب بغداد الثاني            | اليرموك – مجاور المجلس البلدي                                        |
| مكتب بغداد الثالث            | شارع فلسطين - حي الادريسي                                            |
| مكتب محافظة البصرة           | العشّار – العزيزية – شارع الكورنيش / قرب فندق شيراتون البصرة          |
| مكتب محافظة ميسان            | الشبانة – مجمع الدوائر الحكومية – خلف مديرية الوقف الشيعي            |
| مكتب محافظة ذي قار           | حي أور شارع المصطفى - مجاور دائرة الشباب والرياضة                    |
| مكتب محافظة واسط             | الكوت – حي الكفاءات – شارع قيادة الشرطة – مجاور العمارات السبعة      |
| مكتب محافظة المثنى           | الغربي الثاني- - بداية شارع المصطفى – مجاور مديرية الدفاع المدني     |
| مكتب محافظة الديوانية        | الديوانية – ام النخيل – شارع جامع الحاجم – مقابل اعدادية دمشق للبنات |
| مكتب محافظة النجف الاشرف     | منطقة حي الحسين – شارع السايدين – خلف مطعم العزائم                   |
| مكتب محافظة كربلاء           | حي الموظفين - تقاطع نادي الطف - مجاور كهربائيات الجواهري             |
| مكتب محافظة بابل             | مركز الحلة – قرب مجسر الام – مجاور مؤسسة الشهداء                     |
| مكتب محافظة الانبار+شعبة عنه | حي الزراعة – خلف كلية المعارف الجامعة                                |
| مكتب محافظة صلاح الدين       | تكريت – حي الزهور – قرب افران الكرخ                                  |
| مكتب محافظة كركوك            | منطقة تسعين – مقابل مديرية تربية محافظة كركوك                        |
| مكتب محافظة ديالى            | بعقوبة الجديدة – الشارع المؤدي لديوان المحافظة – خلف جامع سارية      |
| مكتب محافظة نينوى            | الموصل – حي النور – سايدين دانية ماركت – قرب معهد لارسا للدورات      |
| مكتب شعبة الفلوجة            | حي العسكري – شارع الجيش الشعبي – قرب محكمة الفلوجة                   |
| مكتب شعبة الجزيرة            | تلعفر – حي القادسية – مديرية بلدية تلعفر                             |
| مكتب شعبة الصمود             | بلد – قرب الكراج الموحد – خلف محكمة بلد                              |
| مكتب شعبة الطوز              | حي أقصو – خلف قسم تربية طوز                                          |

## جائزة لبيتم
حصلت الهيئة العلبا للحج والعمرة على المركز الأول بجائزة "لبيتم" للعام الهجري الحالي 1444 (2023 ميلادية) فاز العراق بالمركز الأول في منافسة شاركت فيها بعثات 72 دولة من مختلف الدول العربية والإسلامية.